# 城东街道 (平遥县)
城东街道是中华人民共和国山西省晋中市平遥县下辖的一个街道办事处。

## 行政区划
城东街道下辖以下村级行政区划单位：
九眼桥社区、汇丰社区、秋雨社区、曙光社区和康宁社区。